# Minoa (Amorgós)
Minoa (en grec, Μινῴα) és el nom d'una antiga ciutat de l'illa d'Amorgós (Grècia), situada sobre un turó al costat de l'actual port de Katapola. És una de les tres ciutats que hi havia a l'illa en l'antiguitat, juntament amb Egíala i Arcésina.
L'esmenten en algunes fonts epigràfiques, així com en un fragment d'Andròtion. També es creu que era una de les ciutats de l'illa que el Periple de Pseudo-Escílax situa a Amorgós, sense anomenar-les. Entre les fonts epigràfiques que testifiquen l'existència de la ciutat es pot destacar un decret de proxens de Tinos del s. III o II ae. En el jaciment de Minoa s'han trobat altres testimoniatges epigràfics rellevants, com una inscripció dels s. V-IV ae que esmenta l'existència de pritans, i una altra inscripció de la mateixa època que testifica el culte a Apol·lo.
El jaciment arqueològic s'excavà a partir de 1981. S'hi han trobat restes d'assentaments des del IV mil·lenni ae corresponents al Neolític. També n'hi ha restes de l'edat del bronze i, ja en temps històrics, es testimonia un llogaret permanent a Minoa des del període protogeomètric que abastà els períodes arcaic, clàssic, hel·lenístic i romà, fins al s. IV. Moltes troballes s'exposen en la Col·lecció arqueològica d'Amorgós.